# 道光
道光（穆麟德轉寫：doro eldengge；1821年—1850年）是清宣宗旻宁的年号，共使用三十年。道光三十年正月二十六日清文宗即位沿用，次年改元咸丰。

## 改元
- 嘉慶二十五年——七月，清仁宗去世。八月二十七日，清宣宗旻寧即位，有詔明年改元道光。[2]
- 道光三十年——正月，清宣宗去世。正月二十六日，清文宗奕詝即位，有詔明年改元咸豐。[3]

## 大事记
- 道光八年，平定在西域新疆地區西南部為期八年的張格爾之亂，嚴禁新疆與支持白山派和卓張格爾反清的浩罕汗國通商。
- 道光十一年，浩罕汗國遣使議和進貢。
- 道光十二年，准許西域新疆地區與浩罕汗國重開貿易。
- 道光十三年七月二十三日，云南嵩明发生一场8.0地震。地震倒塌房屋48888间，草房38733间，压死6700余人。
- 道光十八年閏四月，黃爵滋奏請「將內地吸食鴉片者俱罪死」。十一月命林則徐為欽差大臣，赴廣東查禁鴉片。
- 道光十九年四月廿二日，虎門銷煙開始。
- 道光二十年五月二十九日，英艦封鎖廣州珠江口，鴉片戰爭正式開始。英艦北上，六月攻陷浙江定海，七月抵達天津附近，其後返回廣東。九月林則徐被革職。琦善與英方全權代表義律商議和約，十二月義律單方面公佈《穿鼻草約》。同年，位於喀什米爾地區東南部的拉達克王國，面臨錫克帝國查謨拉者古拉卜·辛格派遣左拉瓦爾·辛格兵團（主帥全名左拉瓦爾·辛格·卡赫盧里拉）進攻的亡國危機，遣使向大清駐藏大臣求援遭拒。
- 道光二十一年正月，英軍佔領香港島。道光帝不承認《穿鼻草約》，二月琦善被革職，押京審理。五月，錫克帝國屬地查謨-克什米爾地區多格拉人的左拉瓦爾·辛格·卡赫盧里拉兵團趁併吞拉達克王國的滅國威勢，進攻清屬西藏阿里地區，爆發森巴戰爭（藏人稱多格拉人為森巴）。
- 道光二十二年七月，英軍兵臨南京，清廷同意議和，《南京條約》立。冬季，西藏阿里地區西北部爆發的森巴戰爭，以錫克帝國多格拉兵團主帥左拉瓦爾·辛格·卡赫盧里拉和駐藏清軍交戰陣亡、餘眾敗走告終。
- 道光二十三年八月，《中英五口通商章程》立。
- 道光二十四年，中美签订《望厦条约》。
- 道光二十四年，中法签订《黄埔条约》。
- 道光二十六年正月，正式解除對天主教的禁令。
- 道光二十七年，平定在西域新疆地區西南部爆發的七和卓之亂。
- 道光三十年正月，道光帝在圓明園去世。

## 公元纪年对照表
| 道光 | 元年     | 二年     | 三年     | 四年     | 五年     | 六年     | 七年     | 八年     | 九年     | 十年   |
| ---- | -------- | -------- | -------- | -------- | -------- | -------- | -------- | -------- | -------- | ------ |
| 公元 | 1821年   | 1822年   | 1823年   | 1824年   | 1825年   | 1826年   | 1827年   | 1828年   | 1829年   | 1830年 |
| 干支 | 辛巳     | 壬午     | 癸未     | 甲申     | 乙酉     | 丙戌     | 丁亥     | 戊子     | 己丑     | 庚寅   |
| 道光 | 十一年   | 十二年   | 十三年   | 十四年   | 十五年   | 十六年   | 十七年   | 十八年   | 十九年   | 二十年 |
| 公元 | 1831年   | 1832年   | 1833年   | 1834年   | 1835年   | 1836年   | 1837年   | 1838年   | 1839年   | 1840年 |
| 干支 | 辛卯     | 壬辰     | 癸巳     | 甲午     | 乙未     | 丙申     | 丁酉     | 戊戌     | 己亥     | 庚子   |
| 道光 | 二十一年 | 二十二年 | 二十三年 | 二十四年 | 二十五年 | 二十六年 | 二十七年 | 二十八年 | 二十九年 | 三十年 |
| 公元 | 1841年   | 1842年   | 1843年   | 1844年   | 1845年   | 1846年   | 1847年   | 1848年   | 1849年   | 1850年 |
| 干支 | 辛丑     | 壬寅     | 癸卯     | 甲辰     | 乙巳     | 丙午     | 丁未     | 戊申     | 己酉     | 庚戌   |

## 同期存在的其他政权年号
- 中國
  - 天运（1832年）：清朝时期—張丙之年号
- 越南
  - 明命（1820年－1841年）：阮朝—圣祖阮福晈之年号
  - 紹治（1841年－1848年）：阮朝—宪祖阮福暶之年号
  - 嗣德（1848年－1883年）：阮朝—翼宗阮福时之年号
- 日本
  - 文政（1818年－1830年）：仁孝天皇之年號
  - 天保（1830年－1844年）：仁孝天皇之年號
  - 弘化（1844年－1848年）：仁孝天皇、孝明天皇之年號
  - 嘉永（1848年－1854年）：孝明天皇之年號
- 南洋
  - 蘭芳（1777年—1884年）：蘭芳共和國之年號
  - 乾興（1846年）：蘭芳共和國之年號

## 延伸阅读
- 李崇智. . 北京: 中华书局. 2004年12月. ISBN 7101025129.
- 鄧洪波. . 臺北: 國立臺灣大學東亞經典與文化研究計劃. 2005年3月  [2007年3月10日]. ISBN 978-986-00-0518-9. （原始内容 (PDF)存档于2007年8月25日） （中文（臺灣））.

| 前一年號： 嘉庆 | 清朝年号 | 下一年號： 咸丰 |